# Papilio lorquinianus
Papilio lorquinianus, auch bekannt unter dem Namen Sea Green Swallowtail (dt. Meergrüner Schwalbenschwanz), ist ein Schmetterling aus der Familie der Ritterfalter (Papilionidae).

## Merkmale

### Falter
Die Falter erreichen eine Flügelspannweite von 90 bis 110 Millimetern. Die Vorderflügel haben eine schwarze Grundfärbung, werden allerdings in der Basalregion und Diskalregion von einem türkisgrünen Bereich geprägt. Neben dem türkisgrünen Bereich befinden sich vermehrt pelzige Stellen. In der Submarginalregion bis in die Postdiskalregion verläuft ein dreieckförmiger Bereich. Die Hinterflügel haben eine schwarze Grundfärbung. Auch die Hinterflügel werden in der Basalregion und Diskalregion von einem türkisgrünen Bereich geprägt. In der Submarginalregion befinden sich mehrere grüne Bogenflecken. Der Außenrand hat einen breiten Schwanzfortsatz.
Die Unterseite der Vorderflügel hat kaum eine Gemeinsamkeit mit der Oberseite. Die Flügel sind braun. Das Dreieck Innenwinkel-Apex-Innenrand der Grenze Submarginalregion und Postdiskalregion-Innenwinkel ist deutlich heller als der Rest des Flügels. Alle Adern in diesem Bereich sind braun hervorgehoben. Der Vorderrand ist etwas heller gefärbt. Die Unterseite der Hinterflügel ist dunkelbraun und ist stark mit einzelnen, weißen Schuppen in der Basalregion und Diskalregion bestäubt. Die Submarginalregion ist deutlich heller als der Rest des Flügels. An der Grenze zu der Postdiskalregion befinden sich mehrere Augen, welche orange, schwarz, blau und hellbraun enthalten. Der Innenrand ist etwas heller gefärbt.
Der Körper ist schwarz und stark mit einzelnen, grünen Schuppen bestäubt.
Der einzige Unterschied zwischen Männchen und Weibchen sind die pelzigen Bereiche am Vorderflügel, welche bei den Weibchen nicht vorkommen.

### Ähnliche Arten
- Papilio peranthus
- Papilio pericles
- Papilio ulysses

## Verbreitung und Vorkommen
Das Verbreitungsgebiet von Papilio lorquinianus ist auf die Molukken (Morotai, Ternate, Halmahera, Bacan und Seram) sowie den westlichen Teil von Neuguinea beschränkt. (vgl. Threatened Swallowtail Butterflies, S. 113)

## Gefährdung
Papilio lorquinianus gilt zwar als eher selten in seinem Verbreitungsgebiet anzutreffen, die Art wird momentan als nicht bedroht eingestuft. (vgl. Threatened Swallowtail Butterflies, S. 113)

## Systematik

### Unterarten
- Papilio lorquinianus albertisi (Oberthür)
- Papilio lorquinianus esmae
- Papilio lorquinianus gelina (Jordan)
- Papilio lorquinianus phillipus (Jordan)